# Siro Zanella
Siro Zanella (San Biagio di Callalta, 6 luglio 1946) è un politico italiano.

## Biografia
Segretario provinciale del PSI di Treviso dal 1976 al 1983, Segretario regionale del PSI Veneto dal 1983 al 1987, Sindaco di San Biagio di Callalta dal 1983 al 1985, è stato consigliere comunale di San Biagio dal 1980 al 1994; consigliere regionale del Veneto, eletto nel 1985, a Treviso. Eletto nel 1987 alla Camera dei Deputati, collegio di Venezia-Treviso ed al Senato della Repubblica, collegio di Belluno, opta per il Senato.
Dal 1997 al 2017 è stato Presidente nazionale della FIGS e successivamente nominato Presidente Onorario. Il 30 giugno 2024 viene rieletto Presidente federale.
Su proposta della Presidenza del Consiglio dei Ministri, viene nominato Commendatore Ordine al Merito della Repubblica Italiana il 27 dicembre 2009.